# O pohádkách
O pohádkách (anglicky On Fairy-Stories) je esej od J. R. R. Tolkiena. Esej byl napsán v roce 1939 k příležitosti Tolkienovy přednášky na Univerzitě v St Andrews (původní název byl pouze Fairy Stories). Knižně byl poprvé publikován v roce 1964 ve Velké Británii, společně s filosofickou povídkou List od Nimrala ve sbírce Tree and Leaf.
Esej se zabývá teorií pohádek a jejich významem. Tolkien se snaží správně vymezit samotný pojem pohádka, a také původ a význam pohádek. V druhé části eseje se zamýšlí nad společným obsahem pohádek a nad hodnotami, které nabízejí, nebo by nabízet měly.
Při pátrání po původu pohádek sleduje Tolkien především tři faktory – nezávislou invenci, dědění v čase a šíření v prostoru. Tyto tři věci mají největší podíl na vývoji pohádek; zpětným sledováním linie dědění a šíření by bylo možné dojít až k původním autorům jednotlivých pohádkových námětů. 
K samotné definici pohádky Tolkien často užívá dichotomii „první a druhý svět“, přičemž první svět je ten, ve kterém žijeme, a svět druhý je světem fantazie. Příběhy z cest, snové příběhy či zvířecí příběhy jsou často mylně za pohádky pokládány, nicméně patří do prvního světa, a tudíž podle Tolkiena pohádkami nejsou. Za druhý problém pohádky jako literárního žánru Tolkien označuje současné publikum pohádek, jímž jsou výhradně děti. Původně byly pohádky určeny především pro dospělé, nyní však byly vytlačeny z běžného světa literatury a ponechány dětem – ty pro nedostatek životních zkušeností nejsou schopny rozlišit realitu od fikce, nedokáží určit hranici mezi prvním a druhým světem. Přitom pohádky obsahují podobné hodnoty jako ostatní literární žánry. Dnes jsou však uměle modifikovány, aby odpovídaly potřebám a preferencím dětí.
V klasických pohádkách patří mezi stěžejní hodnoty:
- Fantazie – literární tvorba je jediným druhem umění, které může vytvořit čistou fantazii. Ostatní druhy umění jsou více či méně ovlivněny individuální osobností autora.
- Obnova – navrácení se k původnímu jádru všech věcí. Pohádky obnovují zapomenuté a osvobozují fantazii.
- Únik – pohádky umožňují uniknout z reality omezených možností do světa fantazie.
- Útěcha – radost ze šťastného konce. Podle Tolkiena tyto hodnoty potřebují více dospělí než děti, a proto by pohádky neměly být vyčleněny pouze dětem jako literatura druhé kategorie.